# リオの若大将
『リオの若大将』（リオのわかだいしょう）は、加山雄三主演の日本映画。若大将シリーズの第12弾。「若大将シリーズ・学生編」のラスト作品。リオデジャネイロでロケーションされた。1968年7月13日公開。東宝製作。同時上映「年ごろ」（内藤洋子、黒沢年男主演）

## あらすじ
京南大学フェンシング部主将の田沼雄一（加山）は、大型船舶設計者の教授のお供でブラジルへ出張していた。そこで、ふとしたことで日本の旅行代理店に勤務する押田澄子（星）と知り合い、お互いが引かれて行く。
しかし、日本に帰国した雄一はフェンシング部、自らの率いるバンド"ランチャーズ"の活動と多忙を極め、澄子と会う機会があまりなかった。そうしているうちに、親友の"青大将"こと石山新次郎（田中）が、ランチャーズや澄子のことについて色々と横やりを入れて来るようになった。さらに、ブラジルの現地工場長の娘、江美子（中尾）が若大将に好意を持つようになり…。

## エピソード
日程・予算の関係で、映画の第二の舞台であるリオデジャネイロでのロケには、加山・中尾・田中・ランチャーズは参加しているが、星のリオでの登場シーンは、すべて日本国内で撮影されている。
フェンシングの監修は選手だった藤木悠が担当した。

## スタッフ
- 製作 - 藤本真澄、大森幹彦
- 監督 - 岩内克己
- 監督助手 - 高橋薫明
- 脚本 - 田波靖男
- 撮影 - 斎藤孝雄
- 音楽 - 服部克久
- 美術 - 村木忍
- 録音 - 伴利也
- 整音 - 下永尚
- 照明 - 石井長四郎
- 編集 - 小川信夫
- 製作担当者 - 根津博
- スチール - 秦大三
- 協力＝石川島播磨重工業(株)

## キャスト
- 田沼雄一 - 加山雄三
- 田沼久太郎 - 有島一郎
- 田沼りき - 飯田蝶子
- 田沼照子 - 中真千子
- 石山新次郎 - 田中邦衛
- 江口敏 - 江原達怡
- 押田澄子 - 星由里子
- 谷村江美子 - 中尾ミエ
- 悦子 - 松原光子
- 司会者 - 内田裕也
- 北川（ランチャーズ） - 喜多嶋瑛
- 田島（ランチャーズ） - 喜多嶋修
- 渡（ランチャーズ） - 渡辺有三
- 大宅（ランチャーズ） - 大矢茂
- 宇野老人 - 左卜全
- 宇野一郎 - 久保明
- 石山剛造 - 中村伸郎
- 平山博士 - 宮口精二（特別出演）
- 豪海 - 今東光（特別出演）
- 谷村技師長: 北沢彪
- 小村教授: 田島義文
- 女将喜久子: 浦島千歌子
- 竹村監督: 藤木悠
- 秘書: 勝部義夫
- スチュワーデス: 小林夕岐子

## 主な楽曲
- 「ある日渚に」 ※リオのホテルでの再会シーン&エンディングに使用される。
- 「シェリー」 ※リオでのクラブで、雄一&ザ・ランチャーズ&中尾ミエ（ピアノ）が演奏。
- 「ロンリー・ナイト・カミング」 ※代々木公園での、雄一と澄子のシーンに使用される。
- 「ナイト・メアー」 ※「大学対抗バンド合戦」で、雄一（キーボード）&ザ・ランチャーズ&青大将（ギター）が演奏するが、青大将のミスで失敗する。
- 「恋のシャロック」（中尾ミエ） ※雄一と江美子（中尾）の初対面時、江美子が唄っていた。
- 「恋のさだめ」（中尾ミエ）　※「大学対抗バンド合戦」で、演奏される。